# Индэ
Индэ́ (кит. упр. 英德, пиньинь Yīngdé) — город уездного значения, входящий в округ Цинъюань провинции Гуандун (КНР).

## История
Во времена империи Хань здесь были образованы уезды Чжэньян (浈阳县) и Ханькуан (含匡县).
В эпоху Южных и северных династий, когда эти места находились в составе южной империи Лян, то в 546 году была создана Сихэнская область (西衡州), власти которой разместились в уезде Ханькуан. После объединения китайских земель в составе империи Суй Сихэнская область была в 589 году переименована в Куанчжоускую область (洭州), а после смены империи Суй на империю Тан Куанчжоуская область была в 627 году расформирована.
В эпоху Пяти династий и десяти царств, когда эти земли находились в составе государства Южная Хань, в 920 году была создана Инчжоуская область, власти которой разместились в уезде Чжэньян.
Во времена империи Сун из-за того, что иероглиф «Куан» входил в личное имя её основателя Чжао Куанъиня, из-за практики табу на имена уезд Ханькуан был в 971 году переименован в Ханьхуан (浛洸县); с 973 года уезд Ханьхуан вошёл в состав Инчжоуской области. По аналогичной причине (из-за того, что иероглиф «чжэнь» читался точно так же, как и иероглиф, которым записывалось личное имя Чжао Чжэня), в 1022 году написание названия уезда Чжэньян было изменено на 真阳县.
В 1194 году на трон империи Сун взошёл Чжао Ко; так как до этого одним из его титулов был «Ин-гогун» (英国公), то в честь торжественного события Инчжоуская область была в 1195 году повышена в статусе, и стала Индэской управой (英德府). После монгольского завоевания и основания империи Юань Индэская управа стала в 1278 году Индэским регионом (英德路). В 1286 году уезды Ханьхуан и Чжэньян были упразднены, а в 1308 году Индэский регион понижен в статусе и стал Индэской областью (英德州). После свержения власти монголов и основания империи Мин Индэская область была понижена в статусе ещё дальше, и стала уездом Индэ (英德县).
Во времена империи Цин в 1813 году из смежных территорий уездов Цинъюань и Индэ был образован Фоганский комиссариат (佛冈厅), после Синьхайской революции преобразованный в уезд Фоган.
После вхождения этих мест в состав КНР был образован Специальный район Бэйцзян (北江专区), и уезд Индэ вошёл в его состав. В 1952 году Специальный район Бэйцзян был расформирован, и уезд перешёл в состав Административного района Юэбэй (粤北行政区). В конце 1955 года было принято решение о расформировании Административного района Юэбэй, и с 1956 года уезд вошёл в состав Специального района Шаогуань (韶关专区), который в 1970 году был переименован в Округ Шаогуань (韶关地区).
В июле 1983 года округ Шаогуань был преобразован в городской округ Шаогуань.
Постановлением Госсовета КНР от 7 января 1988 года был образован городской округ Цинъюань, и уезд перешёл в его состав.
В 1994 году уезд Индэ был преобразован в городской уезд.

## Административное деление
Городской уезд делится на 1 уличный комитет и 23 посёлка.